# Pfaffenberg (Wendelsheim)
Der Pfaffenberg ist ein 472 m ü. NN hoher Berg im Landkreis Tübingen, Baden-Württemberg.

## Lage
Der Pfaffenberg liegt zwischen dem Neckartal und dem Ammertal. Rund um den Pfaffenberg liegen die Orte Wendelsheim, Pfäffingen, Poltringen, Oberndorf, Wurmlingen und Unterjesingen.

## Wein
Die Weinlage Pfaffenberg mit Weinbergen in Entringen zählt zum Bereich Oberer Neckar des Weinbaugebietes Württemberg. Im Jahr 1999 bearbeiteten Winzer in Entringen 0,44 ha und im Kreis Tübingen knapp 33 ha Rebfläche. Ein 2009er Schwarzriesling mit Spätburgunder trug die Bronzene Preismünze.

## Geologie

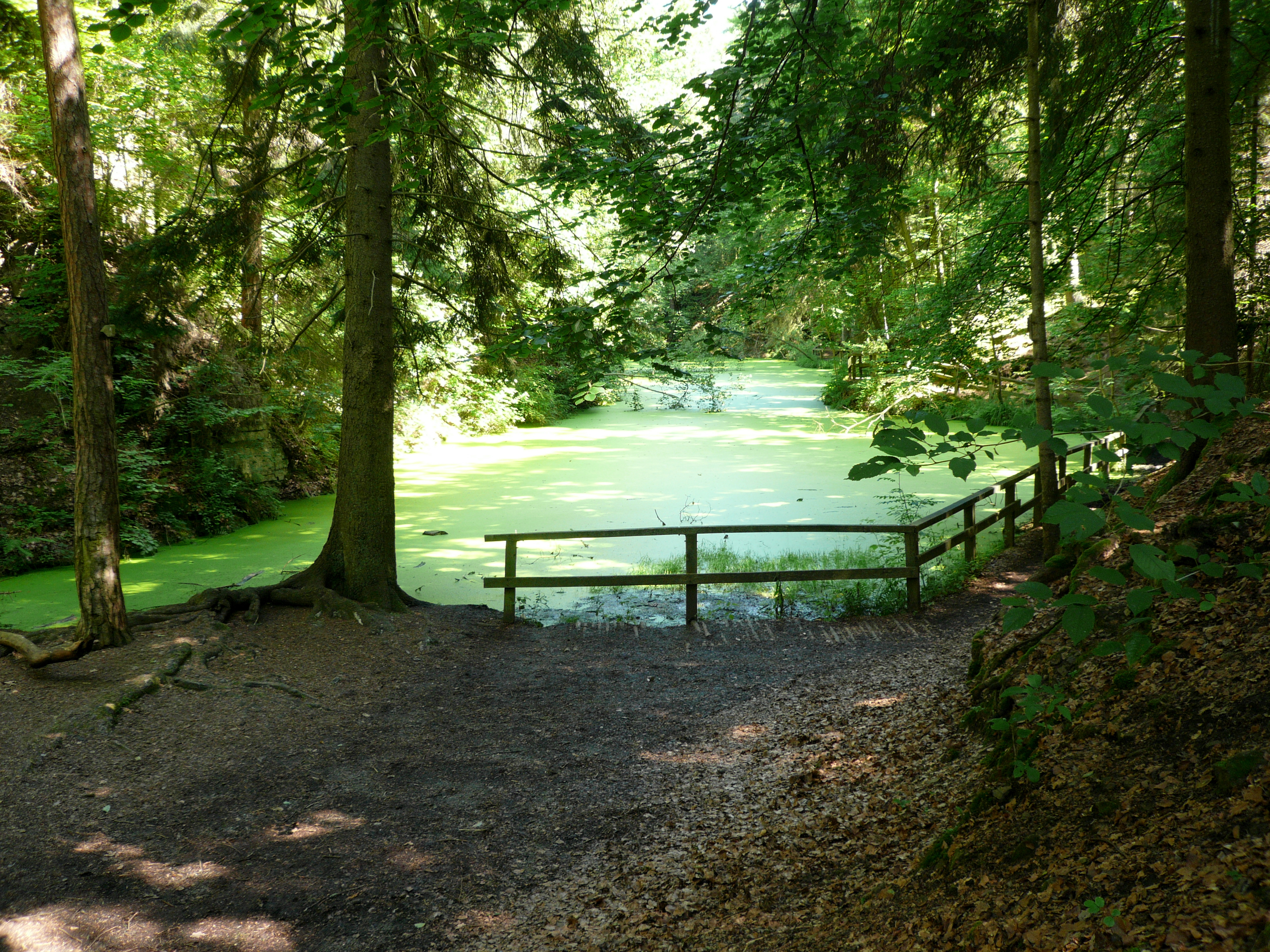
Der Märchensee auf dem Pfaffenberg

Von geologischer Bedeutung sind am Pfaffenberg Keuper-Formationen. Der Pfaffenberg zeugt zusammen mit dem rund drei Kilometer südwestlich gelegenen Heuberg davon, dass der Rand der Keuperstufe früher einmal weiter westlich verlaufen ist. Bis in die 1960er-Jahre wurde auf dem Pfaffenberg Schilfsandstein abgebaut. Heute befindet sich in dem ehemaligen Steinbruch der Märchensee, der durch einen ungeplanten Wassereinbruch entstanden ist.

## Schutzgebiete
Der gesamte Pfaffenberg ist durch Verordnung des Regierungspräsidiums Tübingen vom 10. November 1967 mit einer Fläche von 317,1 Hektar als Landschaftsschutzgebiet (Schutzgebiets-Nummer 4.16.008) ausgewiesen. Teile des Pfaffenbergs sind eingeschlossen in das FFH-Gebiet Spitzberg, Pfaffenberg, Kochhartgraben und Neckar.